# 더 둘 소드
더 둘 소드(なまくら刀, The Dull Sword)는 일본에서 제작된 준이치 코우치 감독의 1917년 애니메이션 영화이다. 단편 영화이며 2008년 3월 오사카시의 한 골동품 상점 직원에 의해 재발견되었다. 길이가 4분 분량인 무성 영화이며 어느 멍청한 낭인이 무딘 칼을 구매하고 쓰지기리에서 시도를 하는 스토리를 전한다. 1917년 6월 30일 개봉되었으며 최초의 일본의 애니메이션의 예시들 중 하나이다.